# مظهر الاسلام
مظهر الاسلام (بنگالی: মাজহারুল ইসলাম؛ ۲۵ دسامبر ۱۹۲۳ – ۱۵ ژوئیهٔ ۲۰۱۲) یک معمار اهل بنگلادش بود.
وی به عنوان یکی از معماران مشهور سبک بین‌المللی شناخته می‌شود.